# グアテマラ空軍
グアテマラ空軍（グアテマラくうぐん、スペイン語: Fuerza Aérea Guatemalteca、略称FAG）はグアテマラの空軍組織。

## 概要
1921年6月30日に軍事航空技術学校（Escuela Tecnica Militar de Aviación）が創設され、グアテマラ軍の航空戦力の歴史が始まる。1931年に空軍として陸軍から分離独立する。第二次世界大戦中にはグアテマラ政府はアメリカ合衆国に協力し、これに伴い太平洋岸に基地が設けられアメリカ合衆国製の航空機が導入される。1954年の親米政権の成立により軍事援助計画が進行され、ヘリコプターが導入されるなどして近代化される。
1960年にグアテマラ内戦が勃発し、1996年に停戦するまで混乱状態が続いた。この間の民生支援では1974年のハリケーンや1976年の地震では救助活動に出動している。組織面では1978年に軍事航空学校パイロット課程の再編成、1983年に特別コマンドとして空軍予備が創設されている。
2022年時点で総員1,000人。

## 組織
- 空軍司令部
- 北部航空群（Comando Aéreo del Norte）
- 南部航空群（Comando Aéreo del Sur）

## 基地
- ラ・アウロラ国際空港（La Aurora） - グアテマラシティ
- ムンド・マヤ国際空港（Mundo Maya） - ペテン県
- プエルト・サンホセ空港（Base aérea Puerto San José） - エスクィントラ
- デル・スル空軍基地（Base Aérea Del Sur） - レタルレウ県

## 装備

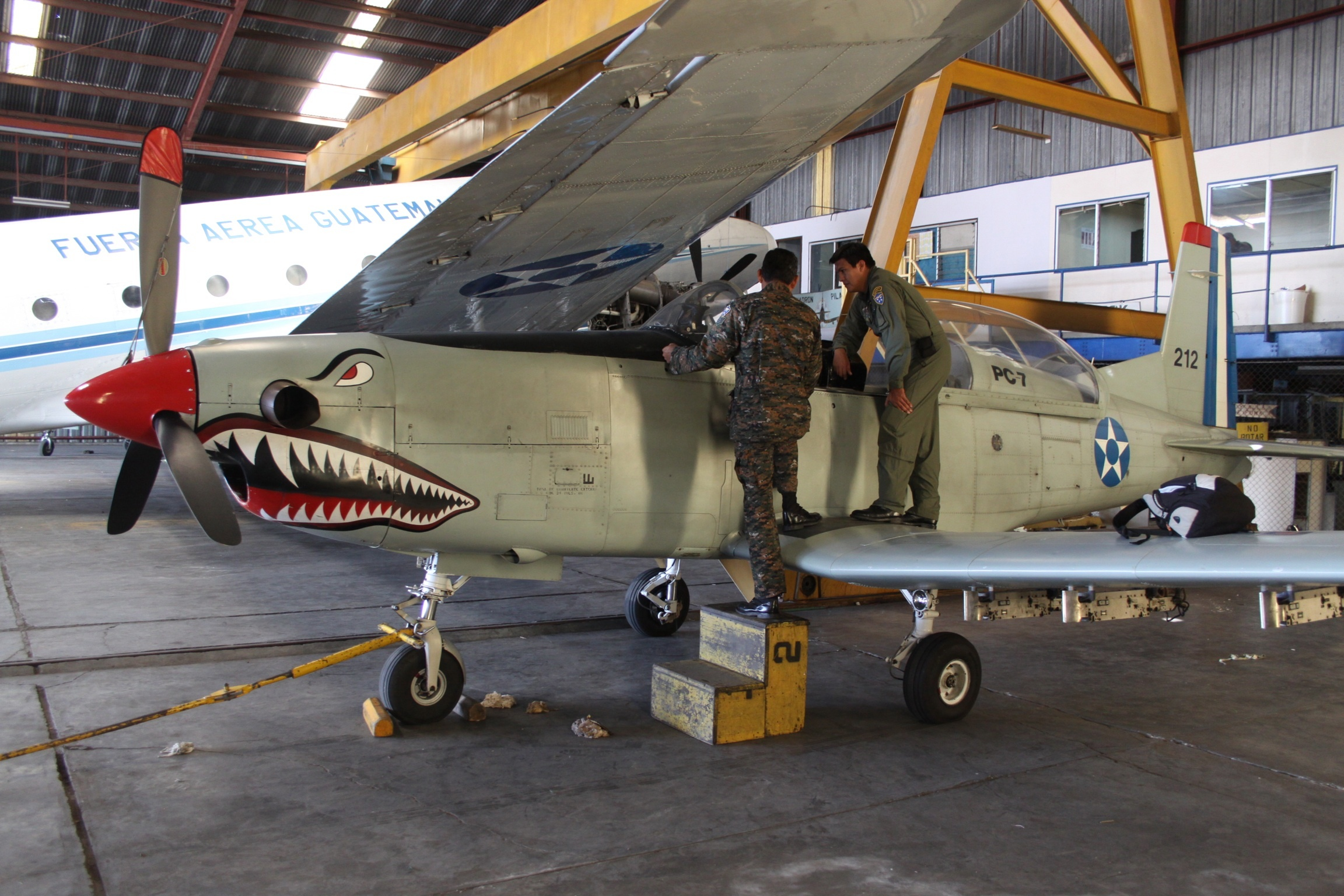
グアテマラ空軍のPC-7

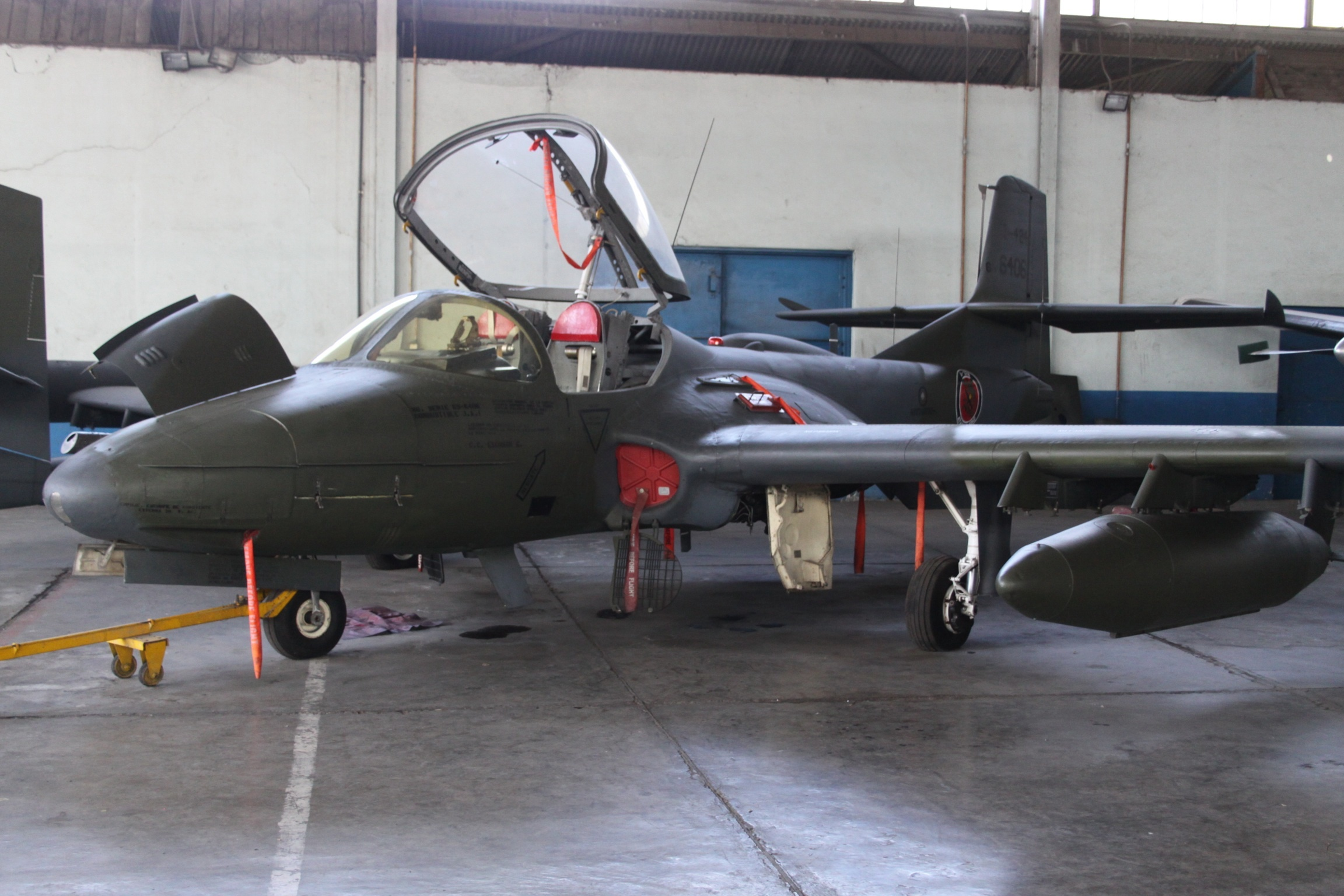
グアテマラ空軍のA-37

### 固定翼機
- ビーチ 90 キングエア - 1機[1]
- ビーチ 200 キングエア - 2機[1]
- ビーチ 300 キングエア - 2機（要人輸送機）[1]
- PA-28 アーチャー - 2機[1]
- PA-31 ナバホ - 2機[1]
- PA-34 セネカ - 2機[1]
- セスナ 206 - 2機[1]
- セスナ 208B グランドキャラバン - 3機[1]
- DHC-6 ツインオッター - 1機[1]
- セスナ R172K - 5機（保管中）[1]
- SR22 - 1機[1]
- T-35 ピラン - 4機（保管中）[1]

### 回転翼機
- ベル 206B ジェットレンジャー - 2機[1]
- ベル 212 - 2機[1]
- ベル 412 ツインヒューイ - 2機[1]
- ベル 407GX - 2機[1]

#### 退役済み
- A-37B - 4機
- ベイズラー BT-67 - 4機
- フォッカー F27 - 2機
- IAI アラバ - 4機
- セスナ 310 - 1機
- ピラタス PC-7 - 6機
- UH-1H - 3機